# Hologram (luchador)
Hologram  es un luchador profesional enmascarado mexicano que trabaja para All Elite Wrestling. Es conocido por su paso por Lucha Libre AAA Worldwide (AAA) e International Wrestling Revolution Group bajo el nombre de Aramis. Como Aramís, participó en el evento Battle of Los Angeles 2019 de Pro Wrestling Guerrilla, que fue su debut en Estados Unidos. Aramís también hizo apariciones en Major League Wrestling, a menudo contra su rival Arez.
Su verdadero nombre no es un asunto de dominio público, como suele ser el caso de los luchadores enmascarados en México, donde sus vidas privadas se mantienen en secreto para los aficionados de la lucha libre.

## Carrera

### Primeros años
En 2015, Aramís fundó el grupo Los Kamikazes del Aire junto a Iron Kid y Alas de Acero. El grupo también presentó a Bandido mientras Iron Kid estuvo de gira en Macao durante un año y disfrutó de un gran éxito en IWRG y la escena de la lucha libre independiente en México.
En 2018 comenzó a luchar en Lucha Libre AAA Worldwide, pero bajo un contrato libre donde se le permite trabajar por cuenta propia y, por lo tanto, ha aparecido en muchas otras federaciones y eventos en la escena independiente de México y Estados Unidos. En México ha luchado en International Wrestling Revolution Group, Lucha Memes, MexaWrestling y otros y en Estados Unidos ha luchado en Pro Wrestling Guerrilla y participó en su torneo Battle of Los Angeles en 2019.

### All Elite Wrestling (2024-presente)
Aramis firmó con All Elite Wrestling en febrero de 2024. En julio de ese año se empezaron a emitir viñetas sobre un nuevo personaje, Hologram, que informes posteriores afirmaron era un nuevo gimmick de Aramis.

## Campeonatos y logros
- Gladiadores Azteca de Lucha Libre Internacional
  - Campeonato en Parejas de GALLI (1 vez) - con Arez
- International Wrestling Revolution Group
  - Campeonato Intercontinental en Parejas de IWRG (1 vez) - con Imposible [7]
  - Campeonato Rey del Aire de IWRG (1 vez) [8]
- Lucha Memes / MexaWrestling
  - Batalla de Naucalpan (2019) [9]
- Profesionales de Lucha Libre Mexicana
  - Torneo Nuevos Valores (2012) [10]
- Promociones Cara Lucha
  - Torneo Bestiario I (2015) [11]
- Warrior Wrestling
  - Warrior Wrestling Lucha Championship (1 vez).
- Wrestling Observer Newsletter.
  - Lucha 5 estrellas (2025) con Bandido vs. Mascara Dorada y Mistico en CMLL Fantasía Mania México el 20 de junio